# Carlos II de Meclemburgo-Strelitz
Carlos II, Grão-Duque de Meclemburgo (10 de Outubro de 1741 - 6 de Novembro de 1816) foi governante do estado de Meclemburgo-Strelitz de 1794 até à sua morte. Embora tenha começado o seu reinado como duque, o seu título foi elevado a grão-duque em 1815. Antes de suceder ao trono tinha prestado serviços como governador de Hanôver entre 1776 e 1786.

## Primeiros anos e serviço militar em Hanôver

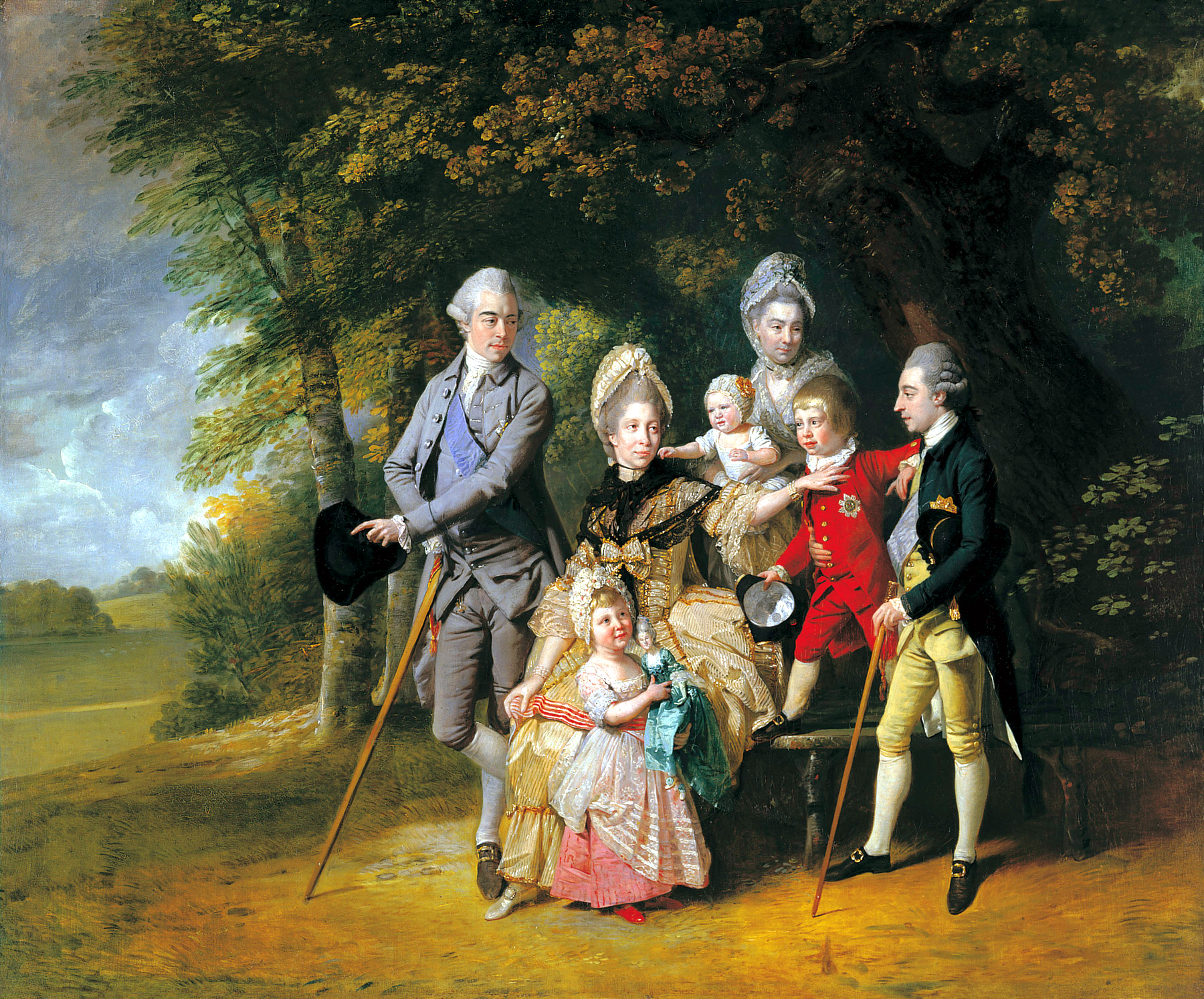
Carlos (direita) com o seu irmão, Ernesto, a sua irmã Carlota e os seus sobrinhos, Carlota, Princesa Real, Guilherme e Ernesto Augusto (nos braços da babá real, Lady Charlotte Finch). Retrato por Johann Zoffany, c. 1771–72.

O duque Carlos Luís Frederico de Meclemburgo nasceu em Mirow, sendo o segundo filho do duque Carlos Luís Frederico de Meclemburgo, príncipe de Mirow, e da sua esposa, a princesa Isabel Albertina de Saxe-Hildburghausen. A 11 de Dezembro de 1752, o seu tio Adolfo Frederico III morreu e, por isso, o irmão mais velho de Carlos sucedeu-o e tornou-se duque Adolfo Frederico IV. Com a ascensão do irmão, Carlos e o resto da família mudaram-se de Mirow para a capital do ducado, Strelitz.
Desde os quatro anos de idade que se perspectivava que Carlos fosse seguir uma carreira militar no exército de Hanôver, depois de receber uma comissão de capitão. A sua irmã, a princesa Carlota, casou-se com o eleitor de Hanôver, o rei Jorge III do Reino Unido, a 8 de Setembro de 1761. Carlos visitava a sua irmã na Grã-Bretanha com frequência e acabou por entrar no exército do seu cunhado, o eleitor de Hanôver, graças a uma nomeação como chefe militar depois de ter cumprido serviço militar em Espanha.
No outono de 1776, Carlos foi nomeado governador-geral de Hanôver pelo seu cunhado. Como governador de Hanôver, detinha efectivamente todos os poderes de um soberano governante. O seu cunhado não tinha qualquer intenção de residir na Alemanha, uma vez que a sua família se tinha tornado completamente inglesa. Pouco depois de ficar viúvo pela segunda vez, em 1785, Carlos pediu permissão para se retirar das suas posições militares em Hanôver e apresentou a sua demissão como governador. O seu cunhado aceitou todos os pedidos, promoveu Carlos à posição de marechal-de-campo e deu-lhe uma pensão. Carlos passou grande parte do seu tempo a viajar, antes de assentar em Darmstadt, onde se tornou presidente da Comissão de Crédito Imperial.
Quando o seu irmão mais velho, Adolfo Frederico, morreu sem deixar descendentes a 2 de Junho de 1794, Carlos sucedeu-lhe como duque governante de Meclemburgo-Strelitz.

## Governante de Meclemburgo-Strelitz
Como governante, Carlos encorajou novas modas na agricultura, criou uma nova força policial e implementou a educação obrigatória. Em 1806, o seu ducado juntou-se à Confederação do Reno. Após o Congresso de Viena,o seu título foi elevado a grão-duque, a 28 de Junho de 1815.
No verão de 1816, Carlos foi fazer uma visita a Rebberg, Schwalbach e Hildburghausen. Pouco depois do seu regresso, adoeceu com uma inflamação nos pulmões. Morreu em Neustrelitz, depois de sofrer um ataque de apoplexia. Foi sucedido pelo seu filho mais velho, Jorge.

## Casamentos e descendência
Depois da tentativas falhadas para o casar com uma princesa da Dinamarca e uma princesa de Saxe-Gota, Carlos casou-se com a sua primeira esposa, a princesa Frederica de Hesse-Darmstadt, filha do conde Jorge Guilherme de Hesse-Darmstadt, a 18 de Setembro de 1768, em Darmstadt. Juntos, tiveram dez filhos:
1. Carlota Jorgina de Meclemburgo-Strelitz (17 de novembro de 1769 - 14 de maio de 1818), casada com Frederico, Duque de Saxe-Altemburgo; com descendência.
2. Carolina Augusta de Meclemburgo-Strelitz (17 de fevereiro de 1771 - 11 de janeiro de 1773), morreu aos dois anos de idade.
3. Jorge Carlos de Meclemburgo-Strelitz (4 de março de 1772 - 21 de maio de 1772), morreu aos catorze meses de idade.
4. Teresa de Meclemburgo-Strelitz (5 de abril de 1773 - 12 de fevereiro de 1839), casada com Carlos Alexandre, 5º Príncipe de Thurn e Taxis; com descendência.
5. Frederico Jorge de Meclemburgo-Strelitz (1 de setembro de 1775 - 5 de novembro de 1775), morreu com poucas semanas de vida.
6. Luísa de Meclemburgo-Strelitz (10 de março de 1776 - 19 de julho de 1810), casada com o rei Frederico Guilherme III da Prússia; com descendência.
7. Frederica de Meclemburgo-Strelitz (3 de março de 1778 - 29 de junho de 1841), casada primeiro com o príncipe Luís Carlos da Prússia; com descendência. Casada depois com Frederico Guilherme de Solms-Braunfels; sem descendência. Casada em terceiro lugar com o rei Ernesto Augusto I de Hanôver; com descendência.
8. Jorge I, Grão-Duque de Meclemburgo-Strelitz (12 de agosto de 1779 - 6 de setembro de 1860), casado com a princesa Maria de Hesse-Cassel; com descendência.
9. Frederico Carlos de Meclemburgo-Strelitz (7 de janeiro de 1781 - 24 de março de 1783), morreu aos dois anos de idade.
10. Augusta Albertina de Meclemburgo-Strelitz (19 de maio de 1782 - 20 de maio de 1782), morreu com poucas horas de vida.

Frederica morreu devido a complicações no parto da sua última filha em 1782. Após a sua morte, a 28 de Setembro de 1784, em Darmstadt, Carlos casou-se com a irmã mais nova da sua esposa, a princesa Carlota de Hesse-Darmstadt. No entanto, ela acabaria por morrer a 12 de Dezembro de 1785, pouco tempo depois de dar à luz o único filho do casal, o duque Carlos de Meclemburgo-Strelitz.

## Títulos e formas de tratamento
- 10 de outubro de 1741 – 2 de junho de 1794: Sua Alteza Sereníssima, o duque Carlos de Meclemburgo, príncipe de Mirow
- 2 de junho de 1794 – 28 de junho de 1815: Sua Alteza Sereníssima Ducal, o duque de Meclemburgo
- 28 de junho de 1815 – 6 de novembro de 1816: Sua Alteza Real: o grão-duque de Meclemburgo

## Genealogia
| Carlos II, Grão-Duque de Meclemburgo-Strelitz | Pai: Carlos Luís Frederico de Meclemburgo-Strelitz | Avô paterno: Adolfo Frederico II, Duque de Meclemburgo-Strelitz | Bisavô paterno: Adolfo Frederico I, Duque de Meclemburgo-Schwerin            |
| Carlos II, Grão-Duque de Meclemburgo-Strelitz | Pai: Carlos Luís Frederico de Meclemburgo-Strelitz | Avô paterno: Adolfo Frederico II, Duque de Meclemburgo-Strelitz | Bisavó paterna: Maria Catarina de Brunswick-Dannenberg                       |
| Carlos II, Grão-Duque de Meclemburgo-Strelitz | Pai: Carlos Luís Frederico de Meclemburgo-Strelitz | Avó paterna: Cristiana Emília de Schwarzburg-Sondershausen      | Bisavô paterno: Cristiano Guilherme I, Príncipe de Schwarzburg-Sondershausen |
| Carlos II, Grão-Duque de Meclemburgo-Strelitz | Pai: Carlos Luís Frederico de Meclemburgo-Strelitz | Avó paterna: Cristiana Emília de Schwarzburg-Sondershausen      | Bisavó paterna: Antónia Sibila de Barby-Mühlingen                            |
| Carlos II, Grão-Duque de Meclemburgo-Strelitz | Mãe: Isabel Albertina de Saxe-Hildburghausen       | Avô materno: Ernesto Frederico I de Saxe-Hildburghausen         | Bisavô materno: Ernesto de Saxe-Hildburghausen                               |
| Carlos II, Grão-Duque de Meclemburgo-Strelitz | Mãe: Isabel Albertina de Saxe-Hildburghausen       | Avô materno: Ernesto Frederico I de Saxe-Hildburghausen         | Bisavó materna: Sofia de Waldeck                                             |
| Carlos II, Grão-Duque de Meclemburgo-Strelitz | Mãe: Isabel Albertina de Saxe-Hildburghausen       | Avó materna: Sofia Albertina de Erbach-Erbach                   | Bisavô materno: Jorge Luís I de Erbach-Erbach                                |
| Carlos II, Grão-Duque de Meclemburgo-Strelitz | Mãe: Isabel Albertina de Saxe-Hildburghausen       | Avó materna: Sofia Albertina de Erbach-Erbach                   | Bisavó materna: Amália Catarina de Waldeck-Eisenberg                         |